# Žarkij
Žarkij byl ruský torpédoborec třídy Bojkij. Ve službě byl v letech 1906–1924. V řadách Černomořského loďstva se účastnil první světové války. Za ruské občanské války se po různých peripetiích stal součástí bělogvardějské námořní eskadry. Závěr služby strávil v internaci.

## Stavba
Torpédoborec postavila v letech 1902–1906 loděnice v Nikolajevu.

## Konstrukce
Po dokončení výzbroj představoval jeden 75mm kanón, pět 47mm kanónů a tři 381mm torpédomety s celkovou zásobou šesti torpéd. Před první světovou válkou byla výzbroj upravena na dva 75mm kanóny a dva 381mm torpédomety. Pohonný systém tvořily čtyři kotle Yarrow a dva parní stroje o výkonu 5700 hp, pohánějící dva lodní šrouby. Nejvyšší rychlost dosahovala 26 uzlů.

## Služba
Do služby u Černomořského loďstva byl zařazen v roce 1906. Za první světové války se účastnil bojových akcí proti Turecku. Hned první den nepřátelských akcí 29. října 1914 vyrazil spolu s torpédoborci Lejtěnant Puščin a Živučij na pomoc napadené minolovce Prut. Avšak jejich nepřítelem se ukázal být německý bitevní křižník SMS Goeben, a proto se lodě stáhly a nechaly Prut na pospas Němcům. Poté sloužil na základně Batumi, odkud podporoval operace ruských vojsk na kavkazské frontě. V roce 1917, operujíc ze základny Sulina, podnikal spolu s torpédoborcem Živoj výpady proti tureckému pobřeží. Úspěšná byla až jejich třetí akce ze dne 4. dubna, kdy potopily dva větší turecké škunery. V červnu 1918 padnul do německých rukou, avšak do služby zařazen nebyl. Po německé kapitulaci zůstal Žarkij spolu s dalšími zbylými ruskými loděmi v Sevastopolu, který ovládly britské a francouzské expediční sbory. V září 1919 byl předán nově zformovanému bělogvardějskému loďstvu. Po porážce bělogvardějců odplul spolu se zbytky jejich loďstva do Bizerty, kde byl internován. Nakonec byl roku 1924 sešrotován. 